# Фармінгтон (округ Полк, Вісконсин)
Фармінгтон (англ. Farmington) — місто (англ. town) в США, в окрузі Полк штату Вісконсин. Населення — 1904 особи (2020).

## Демографія
Згідно з переписом 2010 року, у місті мешкало 1836 осіб у 652 домогосподарствах у складі 494 родин. Було 694 помешкання
Расовий склад населення:
| - 97,9 % — білих - 0,4 % — корінних американців - 0,2 % — азіатів - 0,1 % — чорних або афроамериканців |

До двох чи більше рас належало 0,5 %. Частка іспаномовних становила 2,3 % від усіх жителів.
За віковим діапазоном населення розподілялося таким чином: 26,3 % — особи молодші 18 років, 64,5 % — особи у віці 18—64 років, 9,2 % — особи у віці 65 років та старші. Медіана віку мешканця становила 38,1 року. На 100 осіб жіночої статі у місті припадало 104,9 чоловіків;  на 100 жінок у віці від 18 років та старших — 107,5 чоловіків також старших 18 років.
Середній дохід на одне домашнє господарство  становив 80 556 доларів США (медіана — 74 145), а середній дохід на одну сім'ю — 87 490 доларів (медіана — 80 481). Медіана доходів становила 47 258 доларів для чоловіків та 36 875 доларів для жінок. За межею бідності перебувало 5,2 % осіб, у тому числі 2,3 % дітей у віці до 18 років та 8,1 % осіб у віці 65 років та старших.
Цивільне працевлаштоване населення становило 890 осіб. Основні галузі зайнятості: освіта, охорона здоров'я та соціальна допомога — 22,0 %, виробництво — 21,3 %, сільське господарство, лісництво, риболовля — 12,5 %, будівництво — 9,6 %.